# Słuchowo
Słuchowo (kaszb. Sychòwë lub też Słëchòwò, niem. Schlochow) – wieś kaszubska w Polsce położona w województwie pomorskim, w powiecie puckim, w gminie Krokowa, nad Bychowską Strugą i przy trasie drogi wojewódzkiej nr 213.
W latach 1975–1998 miejscowość administracyjnie należała do województwa gdańskiego.

## Historia
Pierwsze wzmianki w dokumentach pochodzą z XVI wieku. Początkowo wieś należała do rodziny Słuchowskich, w późniejszych latach wieś była własnością między innymi do Krokowskich, Tessmarów, Sulickich.